# Parcé
Parcé is een gemeente in het Franse departement Ille-et-Vilaine (regio Bretagne) en telt 602 inwoners (1999). De plaats maakt deel uit van het arrondissement Fougères-Vitré.
De gemeente Parcé is verbroederd met de gemeente Kortenberg in België.

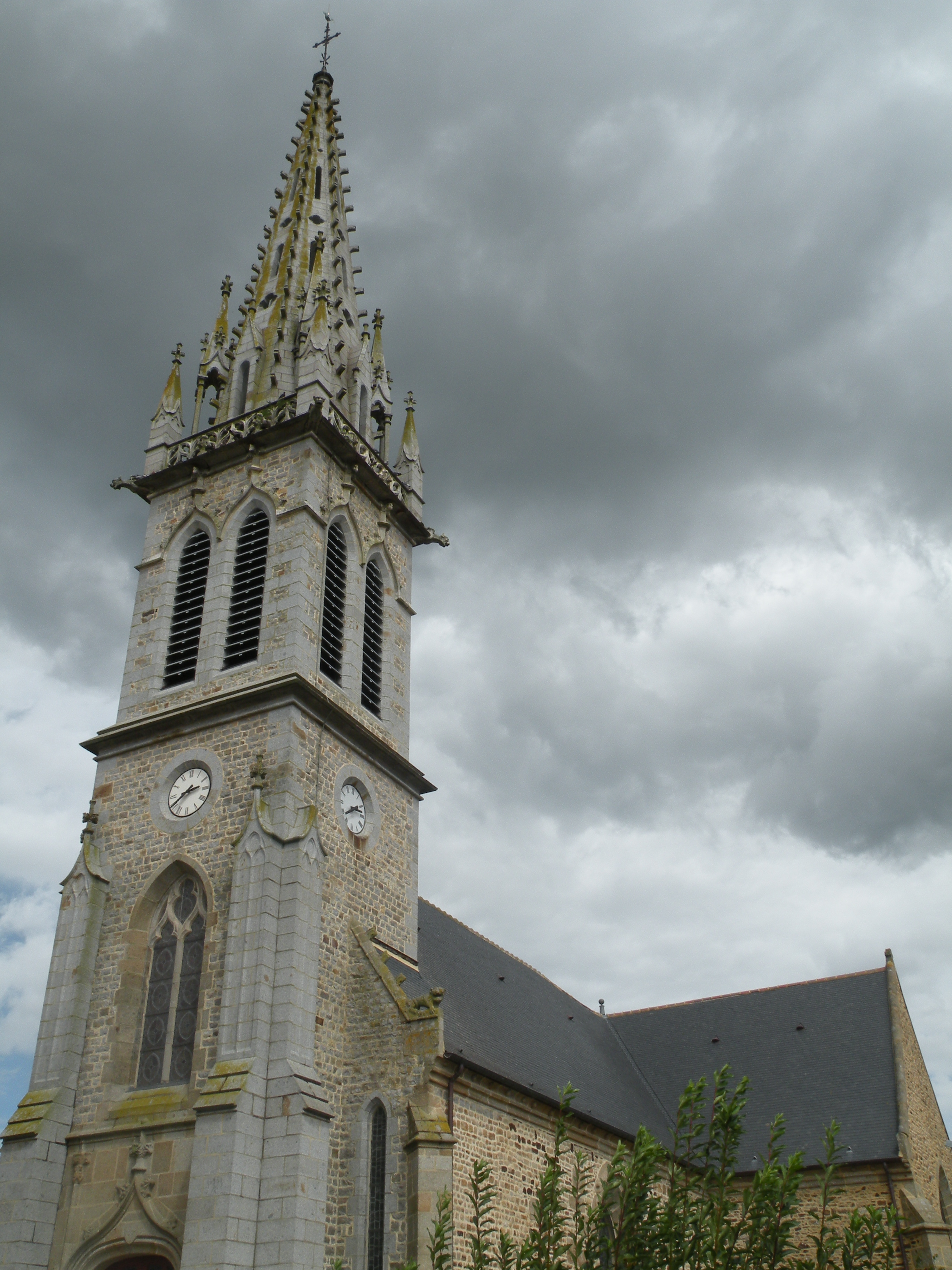
Kerk in Parcé
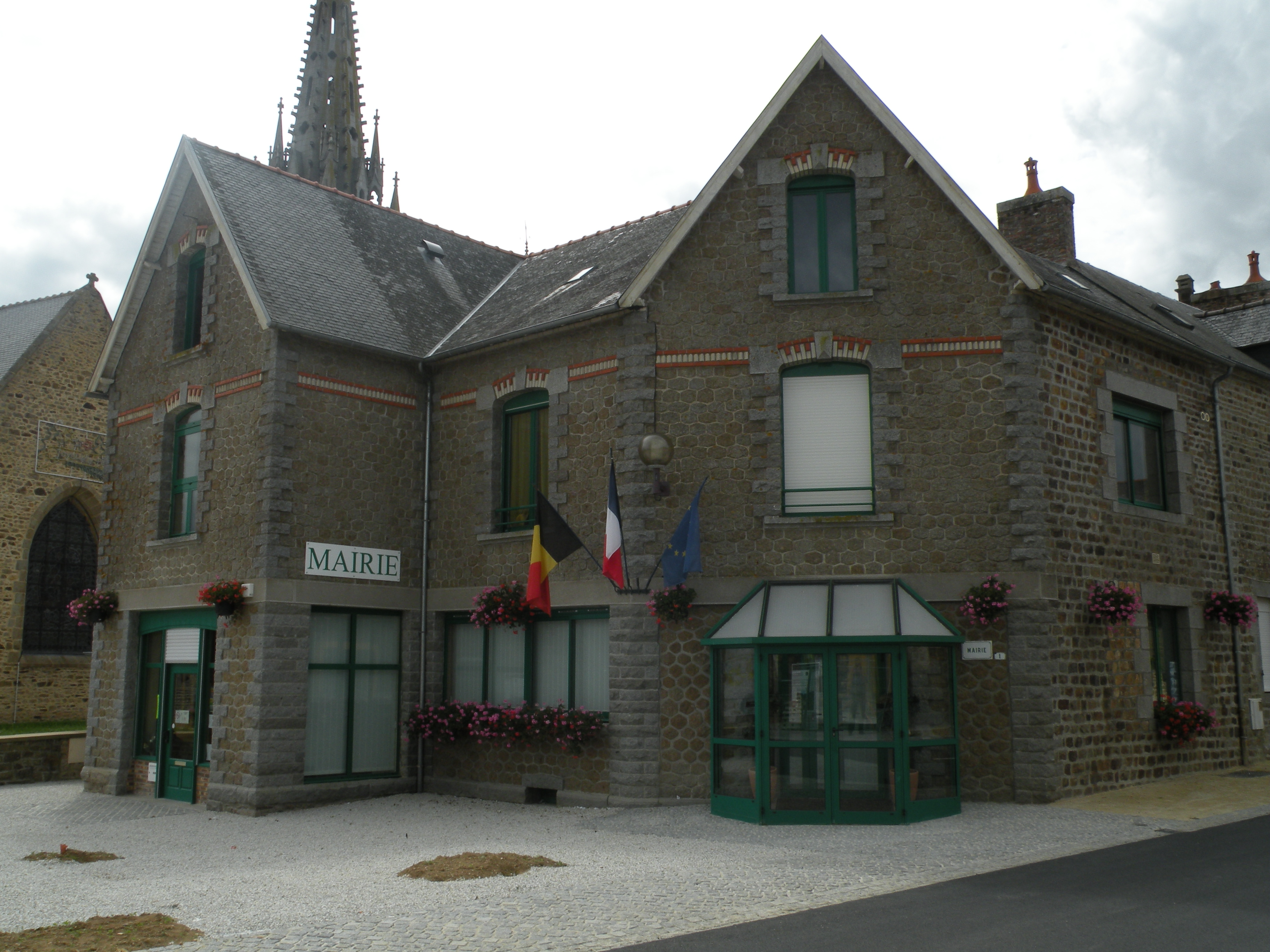
Gemeentehuis

## Geografie
De oppervlakte van Parcé bedraagt 17,0 km², de bevolkingsdichtheid is 35,4 inwoners per km².
De onderstaande kaart toont de ligging van Parcé met de belangrijkste infrastructuur en aangrenzende gemeenten.

## Demografie
Onderstaande figuur toont het verloop van het inwonertal (bron: INSEE-tellingen).

1. ↑  Populations de référence 2022.